# Eunidia savioi
Eunidia savioi är en skalbaggsart som först beskrevs av Maurice Pic 1925.  Eunidia savioi ingår i släktet Eunidia och familjen långhorningar. Inga underarter finns listade i Catalogue of Life.